# A hírnök 2. – A vég kezdete
A hírnök 2. – A vég kezdete (eredeti cím: Messengers 2: The Scarecrow) 2009-ben bemutatott amerikai természetfeletti horrorfilm, melyet Martin Barnewitz rendezett, a 2007-es Hírnök folytatásaként. A főbb szerepekben Norman Reedus, Claire Holt és Erbi Ago látható.
2009. július 21-én jelent meg DVD-n és Blu-Rayen az Amerikai Egyesült Államokban. Magyarországon 2011. március 22-én mutatták be a Gamma Home Entertainment forgalmazásában. Általánosságban negatív értékeléseket kapott a kritikusoktól.

## Cselekmény
|  | Alább a cselekmény részletei következnek! |

Az film egy nővel kezdődik (Miranda Weatherby, akit a későbbiek során látni fogjuk), ahogyan a kukoricáson keresztül menekül egy láthatatlan ellenség elől, aki meg akarja őt megölni.
John Rollins (Norman Reedus), a Rollins család feje küzd a farmja megmentéséért, és hogy a családját el tudja tartani. A kukoricamező kezd egyre jobban kihalni, mert az öntözőgép szivattyúja nem működik, és a varjak is eszegetik a kukoricacsöveket. Johnnak banki adóssága van. Egy pénzügyi tanácsadó, aki egyben a barátja is, megpróbálja meggyőzni, hogy adja el a birtokot, de később kiderül, hogy a férfi itt érzi jól magát.
Egy nap John felfedez egy titkos ajtót az istállóban, ahol talál egy furcsa kinézetű madárijesztőt. A rejtélyes madárijesztőt elhelyezi a kukoricásban; hátha szerencséjére nem jönnek többé oda a varjak, de ezzel egyidejűleg egy szörnyű átkot is aktivál, elindít mindent. Amíg a növények újra növekedni kezdenek, egyre több halott madarat talál a mezőn, valamint egy titokzatos kislányt, aki továbbra is a semmiségből tűnik fel. Ugyanakkor, a házassága is kezd zavarossá válni, amely több szövődményből alakul ki.
Egyre többen kezdenek meghalni, beleértve a pénzügyi tanácsadót is (miután újabb ajánlatot tesz John farmjával kapcsolatban), valamint John egyik barátja, Tommy is, aki korábban megpróbálta meggyőzni John feleségét, hogy hagyja el őt miatta. Egyidejűleg John találkozik egy új szomszéddal, Jude Weatherbyvel (Richard Riehle), aki úgy tűnik, mintha többet tudna a madárijesztő eseményeiről, mint ahogy magát tüntetné fel.
John elkezdi azt hinni, hogy a madárijesztő a forrása a problémáinak, ezért megpróbálja elégetni, emellett a férfi hiányzik a felesége terápiás üléséről, nem ment el a költség kiadás miatt, így a kettejük közötti kapcsolat tovább károsodik. John meglátja Jude feleségét, akit már korábban is látott, és inkább őt látja, mint hogy a feleségével legyen. Miranda ad neki némi teát, kábítószerrel megfűszerezve. John megkábul, majd Miranda kihasználja őt, és megerőszakolja. John végül rájön, hogy Miranda mit tett vele, és elkezd bűntudata lenni, mivel nem gondolta volna, hogy a feleségét be kell csapnia akármikor.
John rájön, hogy a családja elhagyta őt, mert nem teljesítette az ígéreteit, aztán rájön, hogy Jude és Miranda a farm korábbi tulajdonosai, valamit hogy kísértetek. Voodoo átkot váltottak ki belőle, hogy segítsen nekik, és azt mondják Johnnak, hogy élje túl; hagyja, hogy a madárijesztő végezzen a családjával. Megmutatják, hogy a madárijesztő mindent megtesz annak érdekében, hogy megvédje a felügyelt földet, és biztosítsa, hogy gazdája termései teljes mértékben kihasznált legyen. Eltünteti mindazokat, akik az útjába kerülnek, majd ekkor a madárijesztő John családját célozza meg.
A seriffet eszméletlenül találják, de Mary gyanítja hogy John bántalmazta, és hogy ő ölte meg a másik két férfit. Abban a hitben, hogy John megőrült, Mary a gyerekeket megpróbálja meggyőzni. A fia, Michael, miután látja a madárijesztőt élni, végig fut a kukoricáson, hogy segítsen az apjának a pajtában, ahol a többiek már látják a madárijesztőt, majd megtámadja a Rollins családot. A madárijesztő megöli a seriffet, és megtámadja a Rollinsék tizenéves lányát, Lindsayt. Közben, Johnnak sikerül legyőznie a madárijesztőt egy rövid küzdelem során, majd Michael felül John traktorára. A család, ezután végleg elpusztítja a madárijesztőt és a film végén a szellemkislány összeszedi a maradványait és a titokzatos ajtó mögé elrejtőzik, ahol először John megtalálta. A film, ahogy véget ér, nem derül ki, hogy ki vagy mi köze volt a kislánynak a családhoz. 
|  | Itt a vége a cselekmény részletezésének! |

## Szereplők
| Szerep            | Színész          | Magyar hang[forrás?] |
| ----------------- | ---------------- | -------------------- |
| John Rollins      | Norman Reedus    | Bozsó Péter          |
| Mary Rollins      | Heather Stephens | Györgyi Anna         |
| Lindsay Rollins   | Claire Holt      | Csifó Dorina         |
| Michael Rollins   | Laurence Belcher | Bogdán Gergő         |
| Jude Weatherby    | Richard Riehle   | Várkonyi András      |
| Miranda Weatherby | Darcy Fowers     | Mezei Kitty          |
| Milton helyettes  | Matthew McNulty  | Takátsy Péter        |
| Mr. Peterson      | Michael McCoy    | Forgács Péter        |
| Randy             | Erbi Ago         | Gacsal Ádám          |
| Tommy             | Atanas Stebrev   | Haás Vander Péter    |
| A kis szellemlány | Kalina Green     | nem szólal meg       |

## A film készítése
A forgatás 2008 áprilisában kezdődött a bulgáriai Szófiában.